# Ezumi Koji
Ezumi Koji (江角 浩司 Ezumi Kōji, sinh ngày 18 tháng 12 năm 1978 tại Hikawa, Shimane) là cầu thủ bóng đá người Nhật Bản. Anh thi đấu cho đội bóng J3 League Kataller Toyama.

## Sự nghiệp câu lạc bộ
Koji Ezumi đã từng chơi cho Oita Trinita, Omiya Ardija và Kataller Toyama.

## Thống kê sự nghiệp câu lạc bộ
Cập nhật đến ngày 23 tháng 2 năm 2016.
| Thành tích câu lạc bộ | Thành tích câu lạc bộ | Thành tích câu lạc bộ | Giải vô địch | Giải vô địch | Cúp                   | Cúp                   | Cúp Liên đoàn | Cúp Liên đoàn | Tổng cộng | Tổng cộng |
| Mùa giải              | Câu lạc bộ            | Giải vô địch          | Số trận      | Bàn thắng    | Số trận               | Bàn thắng             | Số trận       | Bàn thắng     | Số trận   | Bàn thắng |
| Nhật Bản              | Nhật Bản              | Nhật Bản              | Giải vô địch | Giải vô địch | Cúp Hoàng đế Nhật Bản | Cúp Hoàng đế Nhật Bản | Cúp Liên đoàn | Cúp Liên đoàn | Tổng cộng | Tổng cộng |
| --------------------- | --------------------- | --------------------- | ------------ | ------------ | --------------------- | --------------------- | ------------- | ------------- | --------- | --------- |
| 2002                  | Oita Trinita          | J2 League             | 0            | 0            | 1                     | 0                     | -             | -             | 1         | 0         |
| 2003                  | Oita Trinita          | J1 League             | 2            | 0            | 0                     | 0                     | 2             | 0             | 4         | 0         |
| 2004                  | Oita Trinita          | J1 League             | 0            | 0            | 0                     | 0                     | 0             | 0             | 0         | 0         |
| 2005                  | Oita Trinita          | J1 League             | 8            | 0            | 0                     | 0                     | 4             | 0             | 12        | 0         |
| 2006                  | Omiya Ardija          | J1 League             | 3            | 0            | 0                     | 0                     | 1             | 0             | 4         | 0         |
| 2007                  | Omiya Ardija          | J1 League             | 18           | 0            | 0                     | 0                     | 3             | 0             | 21        | 0         |
| 2008                  | Omiya Ardija          | J1 League             | 34           | 0            | 2                     | 0                     | 3             | 0             | 39        | 0         |
| 2009                  | Omiya Ardija          | J1 League             | 34           | 0            | 2                     | 0                     | 1             | 0             | 37        | 0         |
| 2010                  | Omiya Ardija          | J1 League             | 0            | 0            | 1                     | 0                     | 2             | 0             | 3         | 0         |
| 2011                  | Omiya Ardija          | J1 League             | 0            | 0            | 0                     | 0                     | 2             | 0             | 2         | 0         |
| 2012                  | Omiya Ardija          | J1 League             | 11           | 0            | 0                     | 0                     | 3             | 0             | 14        | 0         |
| 2013                  | Omiya Ardija          | J1 League             | 5            | 0            | 0                     | 0                     | 2             | 0             | 7         | 0         |
| 2014                  | Omiya Ardija          | J1 League             | 12           | 0            | 0                     | 0                     | 3             | 0             | 15        | 0         |
| 2015                  | Kataller Toyama       | J3 League             | 20           | 0            | -                     | -                     | -             | -             | 20        | 0         |
| Tổng cộng sự nghiệp   | Tổng cộng sự nghiệp   | Tổng cộng sự nghiệp   | 137          | 0            | 6                     | 0                     | 26            | 0             | 169       | 0         |